# Arthur Lawson
Arthur Cecil Lawson (Rio Grande, 12 de fevereiro de 1880 – Porto Alegre, 1946) foi um desportista e engenheiro civil, fundador do Sport Club Rio Grande, primeiro clube  dedicado à prática exclusiva do futebol no Brasil.

## O pioneirismo
Filho do comerciante inglês George Wilcox Lawson e de Gertrudes Araújo Lawson, esta filha do barão de São José do Norte. Aos 12 anos é enviado para Inglaterra com o propósito de completar seus estudos. Na Europa tomou gosto pelo futebol, onde atuava como goleiro.
No início de 1900, Arthur Lawson voltou para o Rio Grande com um diploma de engenharia civil, farto material esportivo e decide implantar o futebol em sua terra natal. Teve como seu primeiro aliado nessa empreitada um amigo de infância, chamado Henrique Buhle. A iniciativa contou com o apoio da colônia alemã residente na cidade do Rio Grande.

## Vida esportiva

### Futebol
Em 1908 foi eleito presidente do Rio Grande, ficando no cargo por 10 anos, além de atuar como jogador do clube. Em 1918 colabora com  a fundação da Liga Rio-grandense de futebol hoje Federação Gaúcha de Futebol, cujo primeiro campeonato seria disputado em 1919.
Após deixar a presidência, Arthur Lawson exerceu diversos cargos na diretoria e no conselho deliberativo do clube.

### Tiro esportivo
Arthur Lawson também foi fundador e membro    diretivo do Tiro Brasileiro do Rio Grande, fundado em 1902 e filiado à Confederação de Tiro Brasileiro, com a chamada "linha de tiro" situada na Rua Rheingantz.

## Reconhecimento
Arthur Lawson morreu na cidade de Porto Alegre em 1946, aos 66 anos. Seu nome foi dado ao Estádio do Sport Club Rio Grande e a uma rua no local onde ele participara dos primeiros jogos de futebol do Rio Grande do Sul.

### Dia do futebol no Brasil
O dia 19 de julho foi escolhido no Brasil como o dia do futebol, em referência à fundação do clube que Arthur Lawson foi fundador, o Sport Club Rio Grande.